# Brooke Scullion
Brooke Scullion (Bellaghy, 31 marzo 1999) è una cantautrice irlandese, originaria dell'Irlanda del Nord.
Ha rappresentato l'Irlanda all'Eurovision Song Contest 2022 con il brano That's Rich.

## Biografia
È salita alla ribalta nel 2020, quando ha preso parte alla nona edizione del talent show britannico The Voice su ITV. La sua esibizione di Bruises di Lewis Capaldi presentata all'audizione le ha fruttato l'approvazione di tutti e quattro i giudici, ed è entrata nel team di Meghan Trainor. Ha raggiunto la finale del programma, dove ha proposto una cover di Nothing Breaks like a Heart di Mark Ronson e Miley Cyrus, classificandosi al terzo posto.
Nel gennaio 2022 Brooke è stata confermata fra i sei partecipanti di Eurosong 2022, evento che ha selezionato il rappresentante dell'Irlanda all'Eurovision Song Contest, dove ha presentato l'inedito That's Rich. Nella selezione, svoltasi il 4 febbraio all'interno di una puntata speciale del Late Late Show, è stata proclamata vincitrice dopo aver ottenuto il massimo dei punti da parte della giuria internazionale e del televoto, diventando di diritto la rappresentante eurovisiva irlandese a Torino. Nel maggio successivo Brooke si è esibita durante la seconda semifinale della manifestazione europea, dove si è piazzata al 15º posto su 18 partecipanti con 47 punti totalizzati, non riuscendo a qualificarsi per la finale.

## Discografia

### EP
- 2022 – Chaotic Heart

### Singoli
- 2020 – Nothing Breaks like a Heart
- 2021 – Attention
- 2022 – That's Rich
- 2022 – Tongues
- 2022 – Heartbreaker
- 2023 – Come Alive
- 2023 – Being Alone
- 2023 – Overload
- 2024 – Love Bomb

Come artista ospite
- 2025 – My Design (Noise Network feat. Brooke)